# Carl von Effner

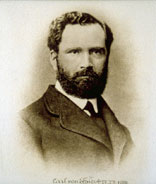
Porträt um 1880

Carl Effner, seit 1877 Ritter von Effner (* 10. Februar 1831 in München; † 22. Oktober 1884 ebenda; auch Karl von Effner und Carl Joseph von Effner) war bayerischer Hofgärtner, später Königlich Bayerischer Hofgärtendirektor und Gartengestalter.

## Genealogie
Carl Effner entstammte der altgedienten königlich bayerischen Hofgärtnerfamilie Effner. Er war ein Urenkel des berühmten Baumeisters Joseph Effner (1687–1745) und Sohn des bayerischen Oberhofgärtners Carl Effner sen. (1791–1870), der ihn bei der Anlage seiner frühen Gärten noch unterstützte.

## Leben

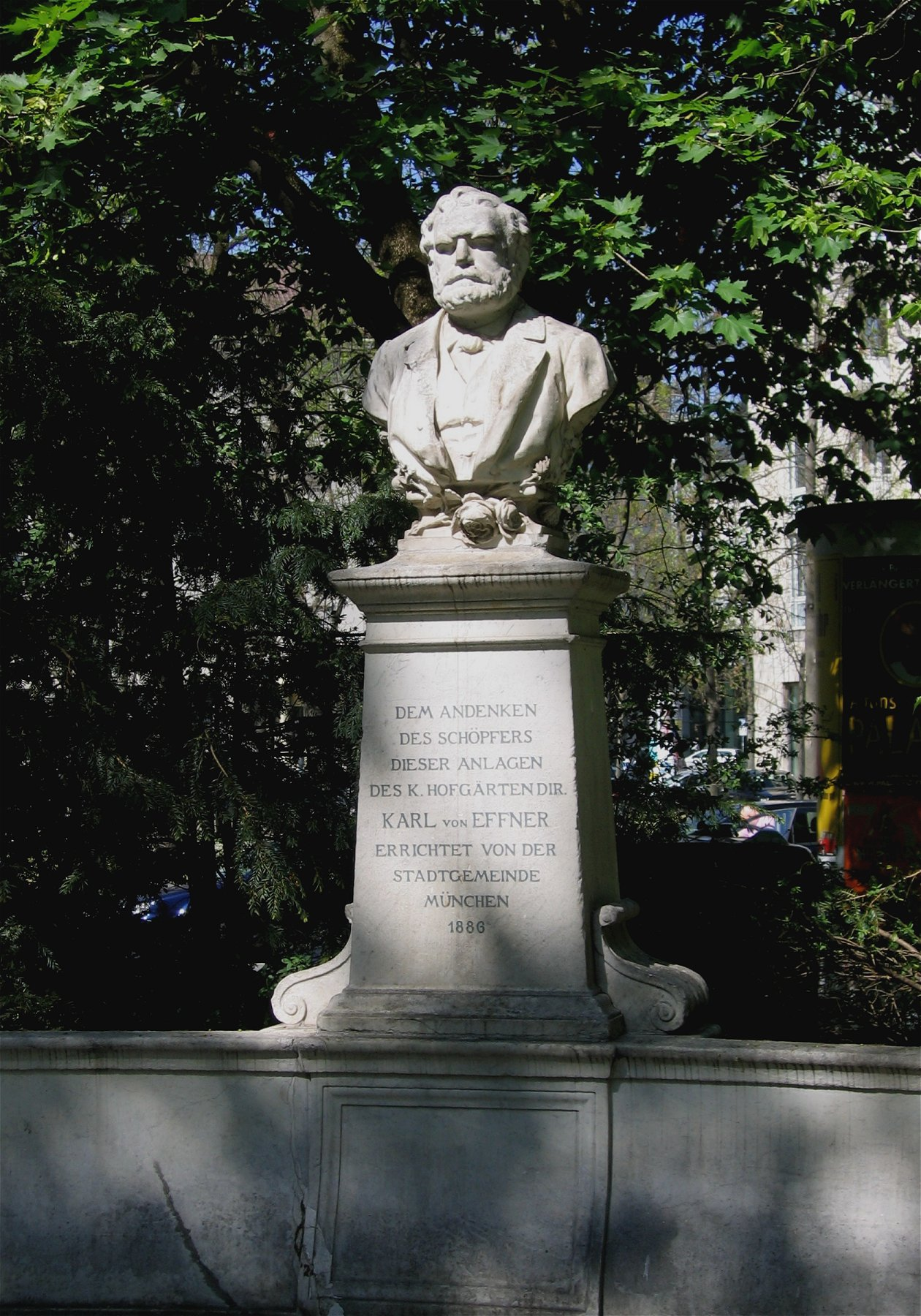
Denkmal Carl von Effner am Maximiliansplatz in München

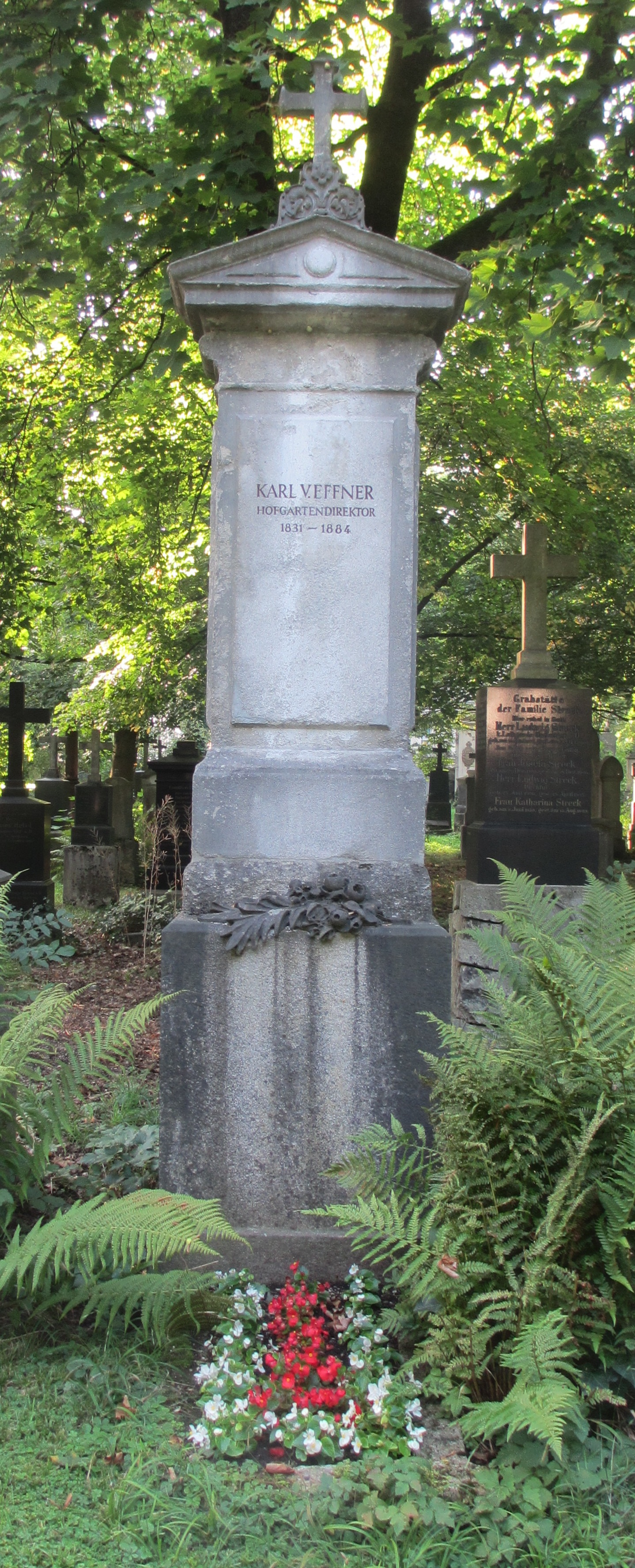
Grab Carl von Effners auf dem Alten Südlichen Friedhof in München

Nach einer Gärtnerlehre bei seinem Vater absolvierte Effner zwischen 1850 und 1854 Gesellenreisen, die vom bayerischen König Maximilian II. finanziert wurden. Dabei arbeitete er unter Heinrich Wilhelm Schott im Park von Schloss Schönbrunn, später in Prag, Paris, England und ein Jahr lang in Sanssouci bei dem bekannten preußischen Landschaftsarchitekten Peter Joseph Lenné, wo er sich endgültig der Landschaftsgärtnerei zuwandte. Lenné machte ihn mit seinen damaligen Projekten vertraut, unter denen auch Arbeiten für König Maximilian II. waren. Effner lernte in Sanssouci auch den sogenannten „Gemischten Stil“ für die Gestaltung regelmäßiger Ziergartenbereiche innerhalb landschaftlicher Gartenanlagen, wie sie Mitte des 19. Jahrhunderts wieder in Mode gekommen waren. Während seines Aufenthalts in Gent arbeitete er als Zeichenlehrer in der königlichen Gärtnerlehranstalt des Louis van Houtte. Auch nach seiner Hinwendung zur Landschaftsgärtnerei widmete Effner dem Obstbau stets große Aufmerksamkeit.
Auf diesen Studienreisen wurde er vom späteren Inspektor des Botanischen Gartens in München, Max Kolb, wohl einem illegitimen Sohn von Maximilian II., begleitet.
1854 rief ihn König Maximilian II. (Regierungszeit 1848 bis 1864) zurück nach München, wo er an der Ausführung der von Lenné entworfenen Anlagen in Feldafing nahe der Roseninsel arbeitete. Das Westufer des Starnberger Sees erhielt dabei zwischen Niederpöcking und Bernried eine entscheidende repräsentative Aufwertung. Ein zusammenhängendes Wegenetz machte die Vielfalt an malerischen Formen und Sichtachsen erlebbar. Bezüge zum Kulturraum der Potsdamer Parklandschaft sind dabei offensichtlich.
1857 erfolgte Effners Ernennung zum Hofgärtner durch König Maximilian II. Von 1860 bis 1865 war Effner als Stellvertreter des Oberhofgärtners im Obersthofmarschallstab tätig. Maximilian II. beauftragte Effner mit der landschaftgärtnerischen Gestaltung der Isarufer zwischen Haidhausen und Bogenhausen (später Maximiliansanlagen genannt) sowie der gärtnerischen Gestaltung der von Friedrich Bürklein geplanten Maximilianstraße.
Wenige Jahre später, 1868, wurde Effner vom neuen bayerischen König Ludwig II. (Regierungsantritt 10. März 1864) zum Oberhofgärtner ernannt und als Leiter aller bayerischen Hofgärten berufen. Sein Nachfolger als Hofgartendirektor wurde Jakob Möhl.
1870 berief ihn König Ludwig II. zum königlichen Hofgarten-Inspektor und 1873 zum königlich-bayerischen Hofgärtendirektor. In der Folgezeit entwarf Carl von Effner die Gartenanlagen der berühmten Schlösser Ludwigs II., Herrenchiemsee und Linderhof. 1870 legte er auch den Kronepark in München an und zwischen 1880 und 1883 den Park von Schloss Fürstenried.
Effners Amt als königlich-bayerischer Hofgärtendirektor erforderte eine Vielzahl an Organisations- und Verwaltungstätigkeiten. Obwohl er zeitlebens unter einer chronischen Nervenentzündung litt, schuf er eine Fülle von Garten- und Parkprojekten. 60 davon sind bekannt. Unterstützt wurde er von Wilhelm Zimmermann, seinem engsten Mitarbeiter und Nachfolger. 
Unter Effners Ägide herrschte in der Münchner Bevölkerung ein Widerwille gegen Baumfällungen, selbst bei Kronenkonkurrenz. Zimmermann äußerte dazu in seinem Werk "Die königlichen Gärten Oberbayerns", es müsse dabei betont werden, dass "die sonst so kunstsinnige Stadt in Bezug auf gartenkünstlerisches Verständnis gegen andere Großstädte noch immer weit zurücksteht."
Aufgrund seiner Verdienste erhielt Effner 1877 den Verdienstorden der Bayerischen Krone und wurde damit als "Ritter von Effner"  in den persönlichen Adelsstand erhoben. Er starb am 22. Oktober 1884.

## Grabstätte
Die Grabstätte von Carl von Effner befindet sich auf dem Alten Südlichen Friedhof in München (Gräberfeld 13 – Reihe 1 – Platz 34) Standort.

## Werke (Auswahl)
- Zusammen mit seinem Vater gärtnerische Ausführung der Pläne von Peter Joseph Lenné für den Landschaftspark Feldafing am westlichen Ufer des Starnberger Sees, 1853–1863
- Park in Bernried am Starnberger See am Starnberger See (heute im Besitz der Wilhelmina Busch-Woods-Stiftung), um 1855
- Park von Schloss Vornbach mit Felsengrotte und Weiher, 1859
- Maximiliansanlagen in München 1856/57–1861, gärtnerische Gestaltung der Maximilianstraße selbst, sowie Gasteiganlagen südlich des Maximilianeums (heute verändert und Teil der Maximiliansanlagen), ab 1861–66
- Restaurierung des Parks von Schloss Schleißheim nach historischen Vorlagen, 1865–68
- Dörnbergpark am Dörnberg-Palais in Regensburg, 1864–1867 zusammen mit seinem Vater
- Vermutlich 1864–1870 Park am Midgard-Haus in Tutzing (früher als Tutzinger Seepark bezeichnet, heute Bagnères-de-Bigarre-Park) für den Schriftsteller Maximilian Schmidt (1832–1919)
- Kurgarten in Bad Reichenhall 1868
- Erweiterung des Parks von Schloss Castell, um 1870
- Kronepark in München, 1870
- Park von Schloss Linderhof, 1870/72–1880
- Ergänzung des Tegernseer Schlossgartens durch Teppichbeete, ab 1872
- Siebentischpark in Augsburg, ab 1874
- Park von Schloss Herrenchiemsee, Pläne von 1875/76, nachfolgende Umsetzung unvollendet; 1888 von seinem Nachfolger Jakob Möhl vereinfacht fertiggestellt.
- Park von Schloss Schönau bei Eggenfelden
- Park von Schloss Vornbach mit Felsengrotte
- Park von Schloss Fürstenried in München (Restaurierung nach historischen Vorlagen des 18. Jahrhunderts und Neuanlage eines Landschaftsgartens), 1880–1883

## Namensgeber für Straßen
Nach Carl Effner wurde 1908 in München im Stadtteil Bogenhausen (Stadtbezirk 13 - Bogenhausen) die Effnerstrasse benannt (Erstnennung). Lage . Ebenfalls nach Effner benannt ist in München der Effnerplatz, die Effnerbrücke und der Effnertunnel. Weitere Orte, in denen es eine nach Effner benannte Straße gibt sind: Ingolstadt, Nürnberg, Oberschleißheim, Unterföhring und Pfreimd.